# Справа була, так!?.
«Справа була, так!?.» (рос. «Дело было, да!?.») — радянський художній фільм 1973 року, знятий Творчим об'єднанням «Екран».

## Сюжет
Випускниця культурно-просвітницького училища — Любов Михайлівна, Любочка, вибрала собі розподіл на практику в станицю Басалаєвську Ростовської області з тієї лише причини, що її попередниця втекла звідти. У станиці живуть тільки Басалаєви і Солодовникови, і всі співають, у них постійне суперництво, і не тільки музичне. Люба горить бажанням створити тут народний ансамбль, але голова колгоспу вважає, що треба працювати — попереду жнива. Вона й уявити собі не могла, що в своїй справі знайде потужних союзників: діда Омеляна Солодовникова і прабабцю Устинью Басалаєву, яка вартує більше будь-якого діда…

## У ролях
- Микола Крючков — Омелян Солодовников
- Зоя Федорова — Устинья Басалаєва
- Віктор Коршунов — Степан Солодовников
- Борис Новиков — Шурик Басалаєв
- Станіслав Холмогоров — Гриша Солодовников
- Світлана Тома — Люба
- Олександр Ушаков — Петро Басалаєв
- Леонід Чубаров — Пантелеймон Солодовников
- Іван Жеваго — Терентій Солодовников
- Клементина Ростовцева — Мелонья Никандрівна Солодовникова
- Віталій Леонов — Хрістон Солодовников
- Рита Гладунко — Ксенія Басалаєва
- Міра Ардова — Васьона Басалаєва
- Людмила Куковенко — Ксенія Солодовникова
- Інна Аленікова — Солодовникова
- Ірина Сизова — Марія Басалаєва
- Василь Єрмаков — Басалаєв

## Знімальна група
- Режисер — Фелікс Слідовкер
- Сценарист — Олексій Коркищенко
- Оператор — Фелікс Кефчіян
- Композитор — Леонід Клиничев
- Художник — Елеонора Виницька